# ロッキング・ニューモニア・アンド・ザ・ブギウギ・フルー
ロッキング・ニューモニア・アンド・ザ・ブギウギ・フルー (Rocking Pneumonia And The Boogie Woogie Flu)は、ニューオーリンズ出身のR&Bピアニスト、ヒューイ・"ピアノ"・スミスがザ・クラウンズとレコーディングした楽曲。1957年にエイス・レコードよりシングル盤でリリースされた。ザ・クラウンズ名義としてはこれがデビュー作となった。
ビルボードのポップス・チャートで52位、R&Bチャートでも５位のヒットとなっている。

## 概要
高血圧を歌った「High Blood Pressure」、結核(tuberculosis)と鼻炎が歌詞に登場する「Tu-Ber-Cu-Lucas And The Sinus Blues」と並ぶ、ヒューイ・スミスの病気をテーマにした楽曲。「rocking pneumonia」とは、1956年にチャック・ベリーがヒットさせた「ロール・オーバー・ベートーヴェン」の歌詞の中の一節、「I got the rocking pneumonia. I need a shot of rhythm-and-blues」 (俺はロッキン肺炎にかかってしまった。リズム・アンド・ブルースの注射を打たなければ)にインスピレーションを受けたものである。
1957年リリースのオリジナルのシングル盤ではA面にパート1、B面にパート2という形で収録され、両面に渡りこの曲を収録している。ヴォーカル入りのパート1に対し、パート2はインストのバージョンである。
スミスは、しばしば録りためたバックトラックを他の曲に流用する手法を取ったが、この曲については、バックトラックにザ・ボベッツのヴォーカルを入れたバージョン。カーリー・ムーアが新しい歌詞で歌ったバージョン(「The Second Line」)などが存在する。
カバー・バージョンなどでは「Rockin' Pneumonia...」（ロッキン・ニューモニア）とgが省略された表記が多いが、オリジナル・シングルの表記は「Rocking Pneumonia...」（ロッキング・ニューモニア）となっている。

## シングル
| 年   | 曲名 | レーベル名 | レコードNo. | 最高位       | 最高位  |
| 年   | 曲名 | レーベル名 | レコードNo. | 米国ポップス | 米国R&B |
| ---- | --- | ---------- | ----------- | ------------ | ------- |
| 1957 | A: Rocking Pneumonia And The Boogie Woogie Flu, Part 1 B: Rocking Pneumonia And The Boogie Woogie Flu, Part 2 | Ace        | 530         | 52 —         | 5 —     |

## 参加ミュージシャン
- Huey "Piano" Smith ヒューイ・"ピアノ"・スミス - piano
- Gerri Hall ジェリ・ホール - vocals
- Bobby Marchan ボビー・マーシャン - vocals
- James Black ジェイムズ・ブラック - vocals
- Eugene Francis ユージン・フランシス - vocals
- Sidney Rayfield シドニー・レイフィールド - vocals
- "Scarface" John Williams "スカーフェイス"・ジョン・ウィリアムズ - vocals
- Lee Allen リー・アレン - tenor saxophone
- Alvin "Red" Tyler アルヴィン・"レッド"・タイラー - baritone saxophone
- Earl King アール・キング - guitar
- Frank Fields フランク・フィールズ - bass
- Charles "Hungry" Williams チャールズ・"ハングリー"・ウィリアムズ - drums[1][4]

## 映画などでの使用
1987年の「レス・ザン・ゼロ」（アンドリュー・マッカーシー主演）では、エアロスミスが演奏するカバー・バージョンを使用している。また、1994年の「マイ・ガール2」においてはジョニー・リヴァーズのバージョンが採用されている。

## 主なカバー・バージョン
1972年にジョニー・リヴァーズのカバー・バージョンがシングルとしてリリースされ、ポップス・チャート6位のヒットとなっている。彼は1971年には、同じヒューイ・スミスのペンによる"シー・クルーズ"のカバーもリリースしている。
| 年     | アーティスト名              | 収録アルバム                             |
| ------ | --------------------------- | ---------------------------------------- |
| 1969年 | フレイミン・グルーヴィーズ  | 『Supersnazz』                           |
| 1972年 | ジョニー・リヴァーズ        | 『L.A. Reggae』                          |
| 1974年 | プロフェッサー・ロングヘア  | 『Rock 'n' Roll Gumbo』                  |
| 1981年 | パティ・ラベル              | 『The Spirit's In It』                   |
| 1987年 | エアロスミス                | 『Less Than Zero - Original Soundtrack』 |
| 1989年 | ジョン・スコフィールド      | 『Flat Out』(インスト)                   |
| 1998年 | フィービ・スノウ            | 『I Can't Complain』                     |
| 2015年 | KC&ザ・サンシャイン・バンド | 『Feeling You! The 60's』                |
| 2021年 | ザ・バンド                  | 『Stage Fright 50th Anniversary』        |
| 2021年 | ディープ・パープル          | 『Turning To Crime』                     |